# Sundor

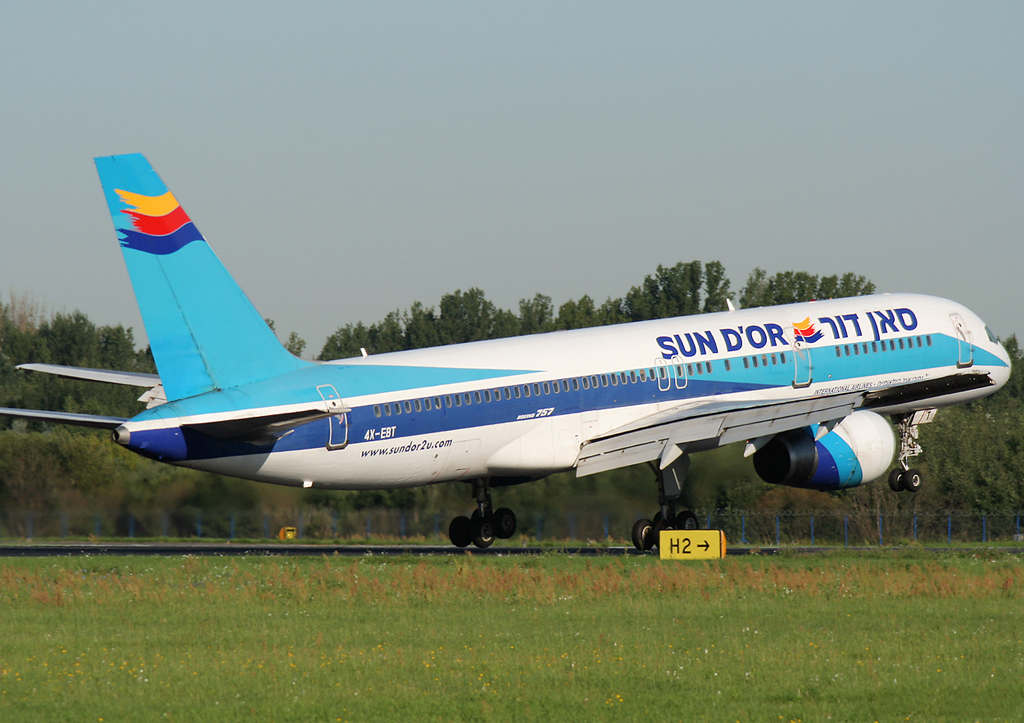
Boeing 757 ląduje na lotnisku w Warszawie

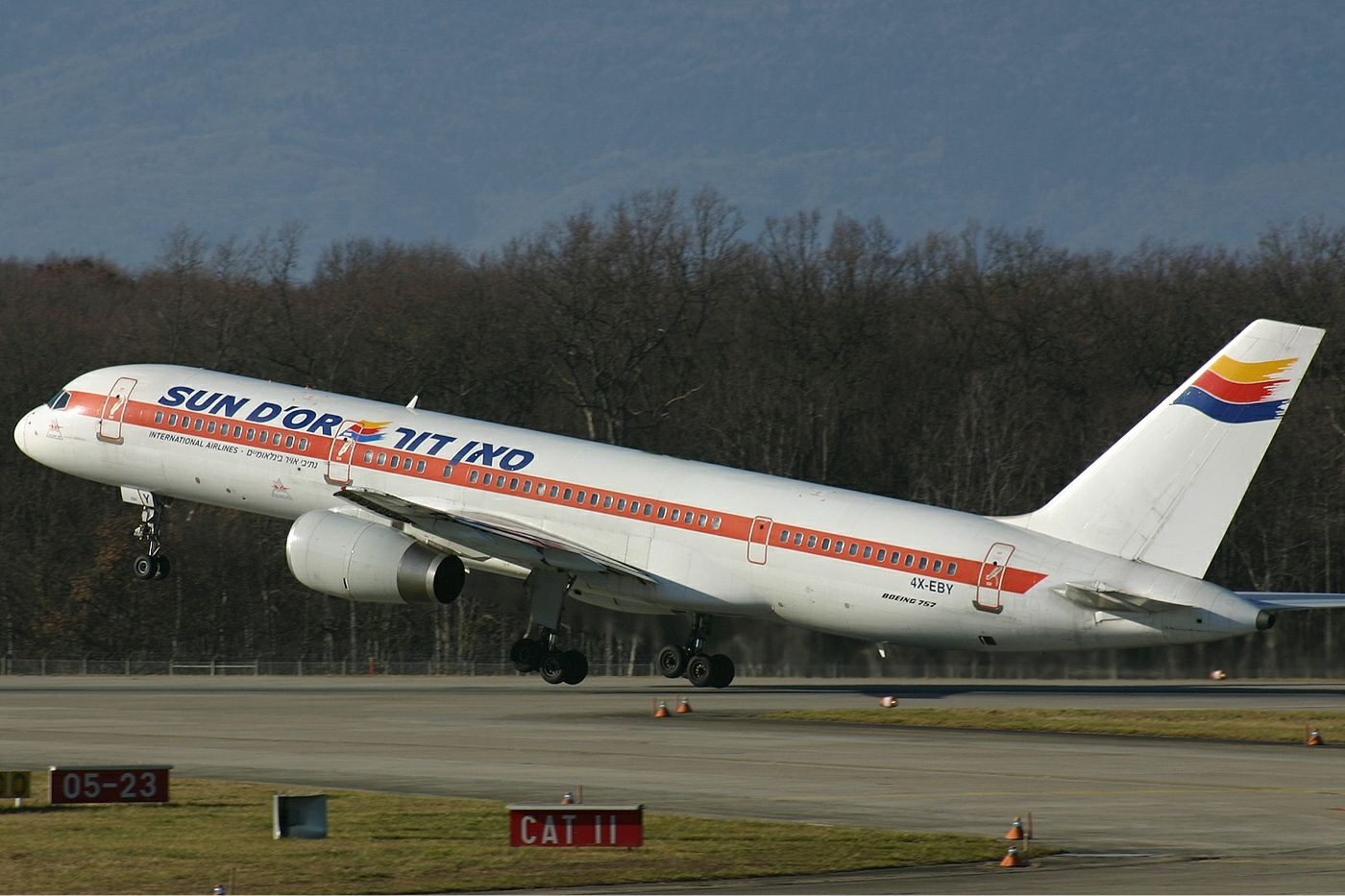
Boeing 757 w malowaniu Sun d’Or International Airlines z 2005

Sundor (hebr. סאן דור) – czarterowa izraelska linia lotnicza, obsługująca regularne oraz sezonowe połączenia pasażerskie korzystając z samolotów wynajętych od El Al Israel Airlines. Jest w pełni zależna od El Al. Głównym portem lotniczym jest międzynarodowe lotnisko imienia Ben Guriona w Tel Awiwie.

## Historia
Państwowe linie lotnicze El Al Israel Airlines utworzyły 1 października 1977 czarterowe przedsiębiorstwo usługowe pod nazwą El Al Charter Services Ltd. W 1981 zmieniło ono nazwę na Sun d’Or International Airlines.
Od kwietnia 2001 Sun D'Or zaczęło dostarczać usługi przewozowe turystów dla europejskich i izraelskich operatorów. Po rozpoczęciu prywatyzacji El Al, w styczniu 2005 Sun D'Or stała się prywatną spółką, w pełni jednak zależną od El Al, które dostarczają wszystkich usług technicznych i cateringowych.
1 kwietnia 2011 linia zaprzestała realizować połączenia pod własnym znakiem i kodem IATA, przechodząc całkowicie na latanie pod szyldem El Al. W tym czasie nazwa linii została skrócona do obecnej formy.

## Flota
Według stanu na czerwiec 2025 flota Sundor składała się z 6 samolotów o średnim wieku 24,3 lat:
| Samolot        | Samolot | Samolot   | Liczba miejsc | Liczba miejsc | Uwagi |
| Model          | Aktywne | Zamówione | E             | Łącznie       | Uwagi |
| -------------- | ------- | --------- | ------------- | ------------- | ----- |
| Boeing 737-800 | 6       | -         | 189           | 189           |       |
| Łącznie        | 6       | 0         |               |               |       |